# Kunstjahr 1915
Liste der Kunstjahre

◄ | 1911 | 1912 | 1913 | 1914 | Kunstjahr 1915 | 1916 | 1917 | 1918 | 1919 | ► | ►►

Weitere Ereignisse
Dieser Artikel behandelt das Kunstjahr 1915.

## Ereignisse

### Architektur

Die Straßenfront des Langenbeck-Virchow-Hauses 1915, links und rechts sind die Eingänge in das Hauptgebäude, mittig der Eingang zum an Siemens & Halske und Chemische Industrie Basel vermieteten Gebäudeteil

- 31. August: Das nach Plänen des Architekten Hermann Dernburg im Auftrag der Deutschen Gesellschaft für Chirurgie und der Berliner Medizinischen Gesellschaft als Gesellschaftssitz erbaute Langenbeck-Virchow-Haus wird im Rahmen einer schlichten Einweihungsfeier den Gesellschaften übergeben. Die als Untermieter gewonnenen Firmen Siemens & Halske und Chemische Industrie Basel sind schon im Februar in das Gebäude eingezogen.

### Grafik

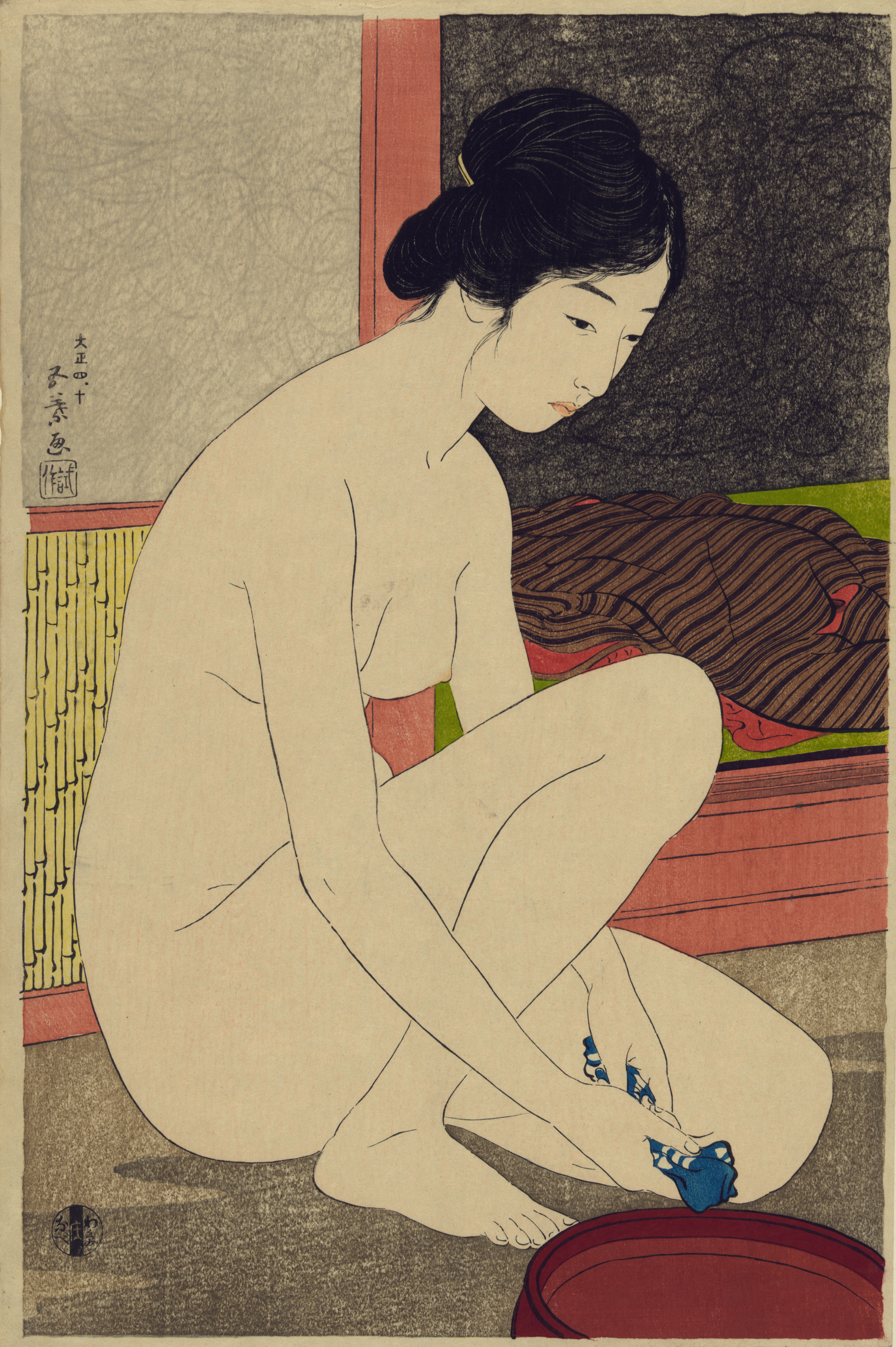
Hashiguchi: Im Bad

- Der Verleger und Kunsthändler Watanabe Shōzaburō prägt den Begriff Shin-hanga für die moderne Form des japanischen Holzschnittes. Der erste Shin-hanga Im Bad stammt von Hashiguchi Goyō. Gleichzeitig erlebt auch der Sōsaku-hanga seine Blüte, eine weitere Form des Holzschnittes, bei der der Künstler alle drei Arbeitsschritte (zeichnen, schnitzen, drucken) selbst ausführt. Mehrere Künstler dieser Richtung publizieren zusammen die Zeitschrift Tsukuhae.

### Malerei
- Egon Schiele malt in Öl auf Leinwand das expressionistische Gemälde Tod und Mädchen. Er gibt dem großflächigen Bild zunächst den Namen Mann und Mädchen oder Verschlungene Menschen.

### Museen und Ausstellungen
- Juni/Juli: In der Doré Gallery in London findet die einzige Ausstellung der Vortizisten statt. Im Juli erscheint überdies die zweite und letzte Ausgabe der von Wyndham Lewis herausgegebenen vortizistischen Zeitschrift Blast. Eine dritte Ausgabe wird für den Herbst angekündigt, erscheint jedoch wegen des Krieges nicht mehr.

Ausstellungsplakat zur First Vorticist Exhibition Doré Gallery London
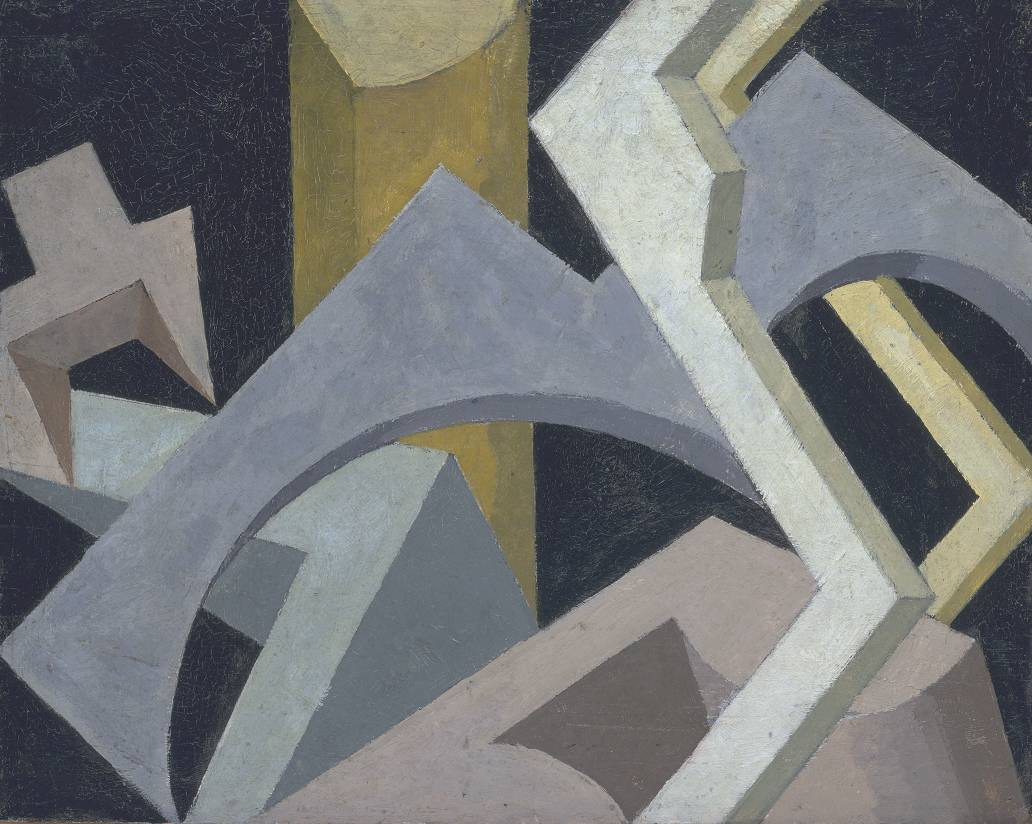
Abstract composition von Jessica Dismorr zur Zeit der Vorticist-Ausstellung 1915

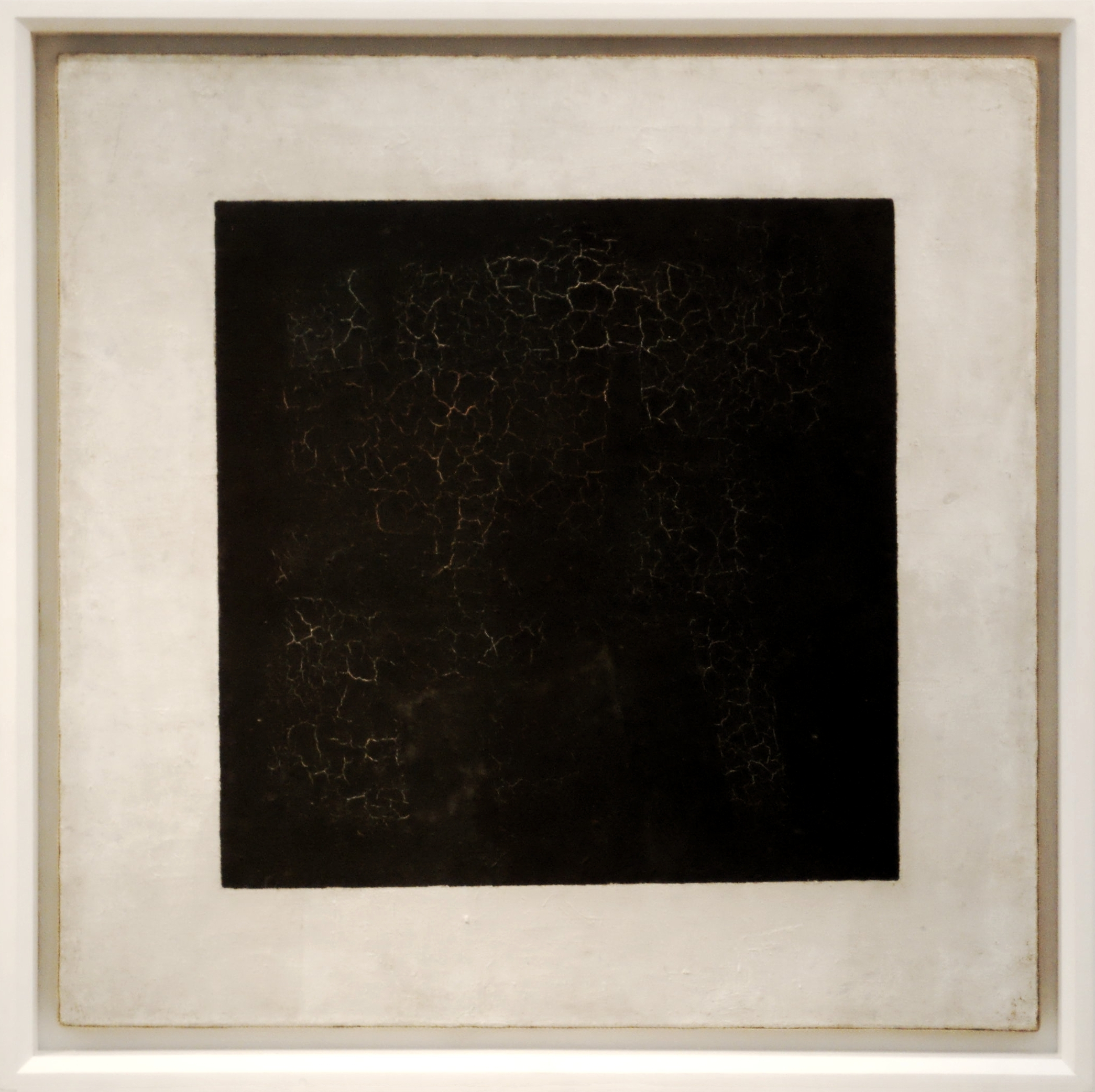
Das schwarze Quadrat

- 19. Dezember: Die bis zum 17. Januar 1916 dauernde Kunstausstellung 0.10 der Suprematisten in der Galerie Dobytschina Petrograd wird eröffnet. Unter anderem wird hier das Bild Das Schwarze Quadrat von Kasimir Sewerinowitsch Malewitsch ausgestellt. Weitere Aussteller und Ausstellerinnen sind unter anderem Wladimir Jewgrafowitsch Tatlin, Iwan Albertowitsch Puni, Alexandra Exter, Ljubow Sergejewna Popowa, Iwan Wassiljewitsch Kljun, Olga Wladimirowna Rosanowa, Nadeschda Andrejewna Udalzowa und Natan Issajewitsch Altman.

## Geboren
- 24. Januar: Robert Motherwell, US-amerikanischer Maler († 1991)

- 03. Februar: Ingeborg Hunzinger, deutsche Bildhauerin († 2009)
- 16. Februar: Josef Adolf Schmoll genannt Eisenwerth, deutscher Kunsthistoriker († 2010)

- 29. März: Denton Welch, englischer Maler und Schriftsteller († 1948)

- 03. April: Hermine Aichenegg, österreichische Künstlerin († 2007)

- 16. Mai: Ezra Stoller, US-amerikanischer Architekturfotograf († 2004)
- 31. Mai: Carmen Herrera, kubanisch-US-amerikanische Malerin der konkreten Kunst († 2022)
- 31. Mai: Bernard Schultze, deutscher Maler der Kunstrichtung Informel († 2005)

- 06. Juli: Willy Guhl, Schweizer Möbeldesigner († 2004)
- 12. Juli: Otto Steinert, deutscher Fotograf († 1978)
- 18. Juli: Karl Bednarik, österreichischer Maler und Schriftsteller († 2001)

- 01. August: Hann Trier, deutscher Maler und Grafiker († 1999)
- 23. August: Paul Schneider-Esleben, deutscher Architekt († 2005)

- 11. Oktober: Gustav Zumsteg, Schweizer Kunstsammler († 2005)
- 13. Oktober: Terry Frost, britischer Maler († 2003)
- 13. Oktober: Ricco Wassmer, Schweizer Maler († 1972)

- 02. November: Karl Unverzagt, deutscher Maler und Bildhauer († 2007)
- 11. November: Bernhard Heiliger, deutscher Bildhauer († 1995)

## Gestorben
- 04. Januar: Anton von Werner, preußischer Historienmaler (* 1843)
- 15. Januar: Richard von Poschinger, deutscher Landschaftsmaler (* 1839)
- 08. Februar: Justus Brinckmann, Gründer des Museums für Kunst und Gewerbe Hamburg (* 1843)
- 14. März: Walter Crane, britischer Maler (* 1845)
- 03. April: Nadežda Petrović, serbische Malerin (* 1873)
- nach dem 24. April: Krikor Torosyan, armenischer Satiriker, Schriftsteller, Journalist, Karikaturist und Verleger (* 1883)
- nach dem 24. April: Dikran Tschögürjan, armenischer Romanautor, Maler und Verleger (* 1884)
- 10. Mai: Albert Weisgerber, deutscher Maler und Grafiker (* 1878)
- 25. Mai: Enrique Bertrix, chilenischer Maler (* 1895)
- 09. August: Frank Bramley, britischer Maler (* 1857)
- 15. September: Alfred-Pierre Joseph Agache, französischer Maler (* 1843)
- 08. Oktober: E. Phillips Fox, australischer Maler und Kunstlehrer (* 1865)
- 15. Oktober: Paul Scheerbart, deutscher Schriftsteller und Zeichner (* 1863)